# Adriaan Bergsma
Adriaan Bergsma (Dokkum, 9 augustus 1702 - Den Haag, 25 juli 1780) was een Nederlands advocaat en politicus.
Hij was de zoon van grootgrondbezitter Pieter Ariens Bergsma en Trijntje Went. Hij was student aan de Franeker Hogeschool in 1717, samen met zijn broer Eiso (Dokkum, 3 maart 1700 - aldaar, 6 juni 1766). In 1723 werd hij bevorderd tot Juris Utriusque Doctor, waarna hij advocaat van het Hof van Friesland werd. Ook was hij als fiscaal (functie vergelijkbaar met de huidige officier van Justitie) werkzaam als admiraal van de retourvloot in Oost-Indië. Voor deze werkzaamheden ontving hij een gouden herdenkingsspeld van de VOC. In Batavia trouwde hij in 1737 met zijn eerste vrouw Margaretha van Berendregt (1707-1737). In 1741 huwde hij in Den Haag met Catharina Regina van Bijnkershoek (1718-1761), dochter van Cornelis van Bijnkershoek (1673-1743) en Esther Regina van Buytenhem (1685-1726).
In 1770 werd hij burgemeester van Sneek, lid van de Gedeputeerde Staten van Friesland en voorzitter van de Staten-Generaal. Hij overleed in Den Haag op 77-jarige leeftijd.